# Vela eléctrica

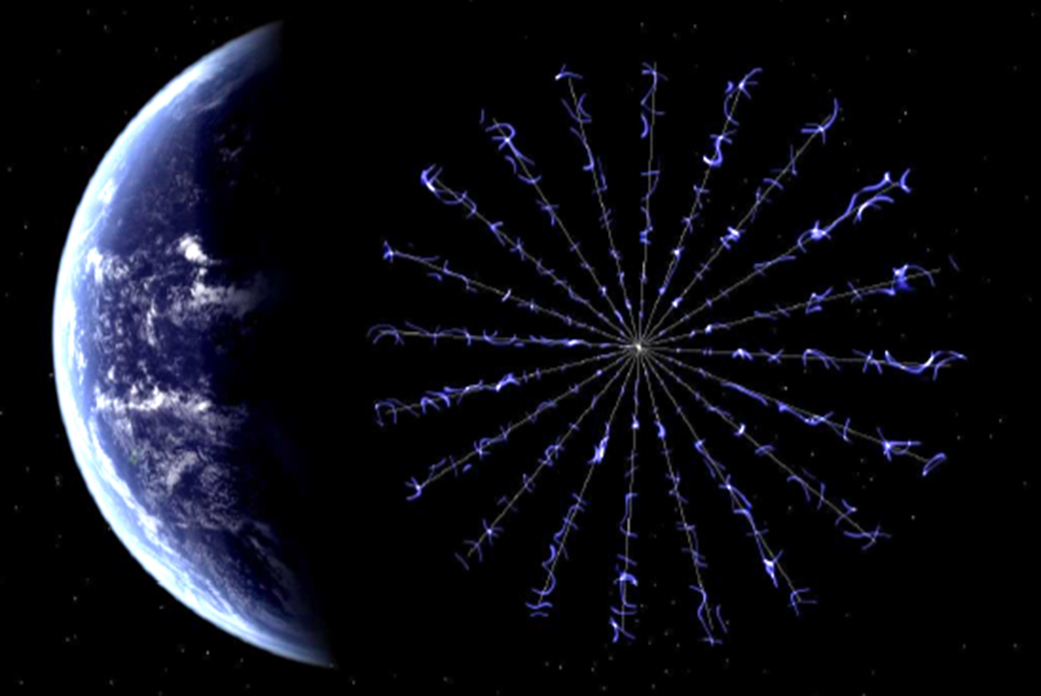
El concepto Heliopause Sistema de Tránsito Rápido Electrostático (HERTS) está actualmente siendo probado y puede tomar sólo 10 a 15 años para hacer el viaje de más de 100 Unidades Astronómicas (15 Miles de millones de kilómetros). HERTS usaría una vela solar eléctrica avanzada que funciona extendiendo múltiples, 20 kilómetros o tan largo, 1 milímetro delgado, cargados positivamente los alambres de una nave espacial rotatoria. La fuerza electrostática generada repele protones de viento solar de movimiento rápido para crear empuje. Comparado con una vela reflectante de luz solar, otro sistema de propulsión sin propulsión de espacio profundo, la vela solar eléctrica podría seguir acelerándose a mayores distancias del Sol, desarrollando aún un empuje mientras navegaba hacia los planetas exteriores.

Una vela eléctrica (también llamado vela de viento solar eléctrica o E-vela) es una forma propuesta de propulsión espacial que utiliza la presión dinámica del viento solar como fuente de empuje. Crea una vela "virtual" utilizando alambres pequeños para formar un campo eléctrico que desvía los protones del viento solar y extrae su momento. Fue inventado por Pekka Janhunen en 2006 en el Instituto Meteorológico Finlandés.

## Principios de funcionamiento y diseño
La vela eléctrica consiste en una serie de cordones delgados, largos y conductores que se mantienen en un alto potencial positivo por una pistola de electrones de a bordo. Los cordones cargados positivamente desvían los protones del viento solar, extrayendo así el momentum de ellos. Simultáneamente atraen electrones del plasma del viento solar, produciendo una corriente de electrones. El cañón de electrones compensa la corriente eléctrica que llega.
Una forma de desplegar los cordones es girar la nave espacial, usando la fuerza centrífuga para mantenerlas estiradas. Mediante el ajuste fino de los potenciales de los cordones individuales y, por tanto, la fuerza del viento solar individualmente, la actitud de la nave espacial puede ser controlada.
Las misiones E-vela se pueden lanzar en casi cualquier momento con sólo pequeñas variaciones en el tiempo de viaje. Por el contrario, las misiones convencionales con asistencia gravitatoria deben esperar a que los planetas alcancen una alineación particular.

## Aplicaciones
- Misiones rápidas (>50 km/s o 10 UA/año) fuera del sistema solar y heliosfera con carga útil pequeña o modesta
- Como freno para una pequeña sonda interestelar  que ha sido acelerada a velocidad alta por algunos otro medio como luz láser
- Misiones en espiral hacia dentro para estudiar el Sol a una distancia más cercana
- Misiones bidireccionales a objetos internos del sistema solar tales como asteroides
- Vehículo solar de control de viento solar de punto fuera de Lagrange para predecir el tiempo espacial con un tiempo de advertencia más largo que 1 hora
- Desaceleración de una sonda interestelar[2]

### Sonda de entrada de Urano
Janhunen et al. Han propuesto una misión a Urano alimentada por una vela eléctrica. La misión podría llegar a su destino casi al mismo tiempo que la anterior sonda espacial Galileo requería para llegar a Júpiter, a poco más de un cuarto de distancia. Galileo tardó 6 años en llegar a Júpiter a un costo de 1.600 millones de dólares, mientras que Cassini-Huygens tardó 7 años en llegar a Saturno y costó casi tanto. Se espera que la vela consuma 540 vatios, produciendo alrededor de 0,5 newtons  aceleran la nave en aproximadamente 1 mm/s2. La nave alcanzaría una velocidad de unos 20 km/s cuando llegue a Urano, 6 años después del lanzamiento.
La nave propuesta tiene tres partes: el módulo de E-vela con paneles solares y carretes para sostener los alambres; El cuerpo principal, incluidos los propulsores químicos para ajustar la trayectoria en ruta y en el destino y el equipo de comunicaciones; y un módulo de investigación que entre a la atmósfera de Urano y haga mediciones para transmitir a la Tierra a través del cuerpo principal.